# Romain Sardou

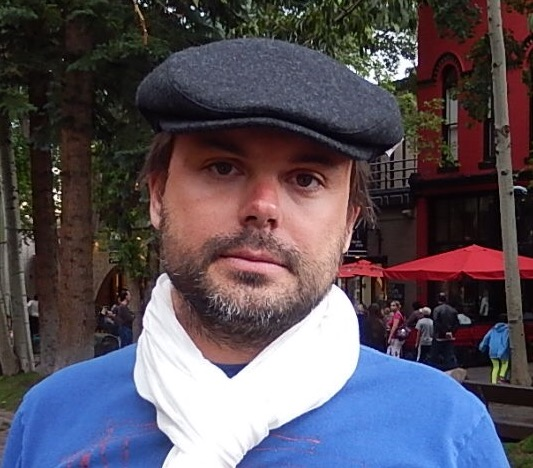
Romain Sardou in Aspen, 2013

Romain Sardou (* 1974 in Boulogne-Billancourt, Département Hauts-de-Seine) ist ein französischer Schriftsteller.

## Leben und Wirken
Sardou ist der ältere Sohn des Sängers und Songwriters Michel Sardou und dessen Ehefrau Monique Leperrer; sein jüngerer Bruder ist der Schauspieler Davy Sardou. Die Schauspieler Fernand und Jackie Sardou waren seine Großeltern.
Sein erster Roman Das dreizehnte Dorf (2002) ist ein Thriller, der im Hochmittelalter spielt.

## Werke
- Pardonnez nos offenses. XO Édition, Paris 2002, ISBN 2-84563-076-X.
  - deutsche Übersetzung: Das dreizehnte Dorf. Historischer Roman. Heyne, München 2007, ISBN 978-3-453-72149-4 (EA München 2002).
- L'Eclat de Dieu ou le roman du temps. XO Édition, Paris 2004, ISBN 978-2-266-15638-7.
  - deutsche Übersetzung: Salomons Schrein. Heyne, München 2006, ISBN 3-453-01427-8 (EA München 2004)
- Une Seconde avant Noël. XO Édition, Paris 2005, ISBN 978-2-266-16807-6.
  - deutsche Übersetzung: Der kleine Weihnachtsmann. Heyne, München 2006, ISBN 978-3-453-40486-1 (EA München 2005)
- Personne n'y échappera. XO Édition, Paris 2006, ISBN 978-2-266-17275-2.
  - deutsche Übersetzung: Kein Entrinnen. Heyne, München 2008, ISBN 978-3-453-40529-5
- Sauver Noël. Conte. XO Édition, Paris 2006, ISBN 2-84563-312-2.
  - deutsche Übersetzung: Rettet Weihnachten! Roman. Heyne, München 2008, ISBN 978-3-453-40632-2.
- Délivrez-nous du mal. XO Édition, Paris 2008, ISBN 978-2-84563-332-2.
  - deutsche Übersetzung: Advocatus Diaboli. Heyne, München 2010, ISBN 978-3-453-40825-8.
- Quitte Rome ou meurs. 2009[2]
- America. Pocket, Paris 2012ff
- La treizième colonie. 2012, ISBN 978-2-266-21572-5.